# Біскупиці (Вольштинський повіт)
Біскупиці (пол. Biskupice) — село в Польщі, у гміні Пшемент Вольштинського повіту Великопольського воєводства.
Населення — 201 особа (2011).
У 1975-1998 роках село належало до Лешненського воєводства.

## Демографія
Демографічна структура станом на 31 березня 2011 року:
|          | Загалом | Допрацездатний вік | Працездатний вік | Постпрацездатний вік |
| -------- | ------- | ------------------ | ---------------- | -------------------- |
| Чоловіки | 96      | 17                 | 68               | 11                   |
| Жінки    | 105     | 25                 | 57               | 23                   |
| Разом    | 201     | 42                 | 125              | 34                   |